# عقد الدماغ

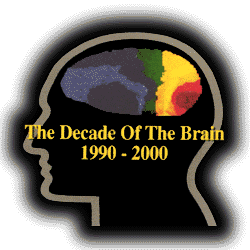
شعار عقد العقل

عقد الدماغ (بالإنجليزية:  The Decade of the Brain)‏ هو عقد تم تعيينه في الفترة 1990-1999 من قبل الرئيس الأمريكي جورج بوش الأب كجزء من جهد أكبر تشارك فيه مكتبة الكونغرس والمعهد الوطني للصحة العقلية التابع لمعاهد الصحة الوطنية الأمريكية «لتعزيز الوعي العام بالفوائد التي يمكن الحصول عليها من أبحاث الدماغ». ونُفذّت المبادرة المشتركة بين الوكالات من خلال مجموعة متنوعة من الأنشطة شملت منشورات وبرامج تهدف إلى تعريف أعضاء الكونغرس وموظفيهم والجمهور العام بأحدث البحوث المتعلقة بالدماغ البشري وتشجيع الحوار العام بشأن الآثار الأخلاقية والفلسفية والإنسانية لهذه الاكتشافات.